# Marcello Gavio
Marcello Gavio appelé affectueusement «  Marcellino » était un entrepreneur et homme d'affaires italien, né à Castelnuovo Scrivia le 11 avril 1932 et décédé également à Castelnuovo Scrivia le 16 novembre 2009.
À partir du début des années 1980, il a créé, acquis et dirigé de nombreuses entreprises de construction italiennes comme Itinera, Italvie, Codelfa, Marcora, et à la suite de la privatisation de secteur des autoroutes italiennes, il racheta onze sociétés concessionnaires ce qui lui permit de devenir le troisième opérateur dans ce domaine, loin derrière le champion d'Europe, Autostrade per l'Italia.

## Biographie
Marcello Gavio commence sa carrière d'entrepreneur dans les années 1960, à Tortona dans la province d'Alessandria, lorsqu'il achète l'outillage et les camions pour extraire et transporter les agrégats puisés dans un affluent du Pô, la rivière Scrivia.
Il développe cette entreprise et crée des entreprises de travaux publics pour arriver dans les années 1990 où il remporte de nombreux appels d'offres publics de plus de mille milliards de lires chacun (>1 milliard d'euros 2010).
En 1992, le directeur général de son groupe est impliqué dans les affaires Mani Pulite.
Avec sa filiale, la holding Argofin (aujourd'hui Argo Finanziaria S.p.A.) il réalise plusieurs opérations financières et rachète deux des plus importantes entreprises de constructions et travaux publics d'Italie Itinera et Grassetto Lavori au groupe de Salvatore Ligresti. Il rachète également 56,52 % de la société d'autoroutes ASTM - Autoroute Turin Milan SpA, 90 % de SATAP S.p.A. qui exploite l'Autoroute Turin-Piacenza, une importante participation dans la société Autoroute des Fleurs qui exploite l'Autoroute Savone-Vintimille et l'autoroute Rome-L'Aquila-Teramo ainsi que 6,25 % de la société ferrée privée Ferrovie Nord Milano. 
Il rachète également au groupe Fiat Impresit la société financière Siway qui détenait 50 % du capital de  la SALT SpA Société Autoroute Ligure-Toscana qui exploite l'autoroute Gènes-Livourne. 
Entre 2002 et 2004 il essaye de racheter la société d'autoroutes Milan-Serravalle - Milan système Tangentielles mais revend le 29 juillet 2005 la participation de 15 % qu'il détenait à la Province de Milan pour un montant de 238,5 millions d'euros.
Depuis février 2007, il posséde une importante participation dans la société Impregilo, la plus importante société de constructions et d'ingénierie italienne. Les nouveaux actionnaires de la holding IGLI SpA, qui contrôle entre autres Impregilo, se compose de trois groupes qui détiennent chacun un tiers du capital (33,33 %) : Argo Finanziaria S.p.A. groupe Gavio, Autostrade per l'Italia (Groupe Benetton) et Immobiliare Lombarda (groupe Ligresti).
Marcello Gavio est décédé le 16 novembre 2009 à l'âge de 77 ans, à la suite d'un infarctus à son domicile de Castelnuovo Scrivia,,.